# Ки, Анна
Анна Ки (англ. Anna Julia Keay; род. август 1974, Северо-Шотландское нагорье) — британо-шотландский историк-британовед, специалист по британской истории XVII века, историк архитектуры. Доктор философии, гендиректор Landmark Trust (с 2012), прежде директор комиссии English Heritage. Приглашенный профессор Birmingham City University. OBE (2019). Лауреат Duff Cooper Prize (2022).
Внучка Хамфри Аткинса, дочь John Keay, родилась и выросла в Шотландии, на Северо-Шотландском нагорье, есть брат.
Изучала историю в Magdalen College, Oxford.
Докторскую степень получила в Лондонском университете королевы Марии — с диссертацией, посвященной ритуалу и власти при дворе Карла II. Затем в Continuum вышла её книга The Magnificent Monarch: Charles II and the Ceremonies of Power.
С 1996 по 2002 работала куратором Historic Royal Palaces. С 2002 по 2012 директор English Heritage.
С 2012 директор Landmark Trust, перед чем на протяжении двух лет являлась тамошним попечителем.
Входит в советы Big Yellow Group, Royal Collection Trust, Bedales School. Попечитель Pilgrim Trust. Почётный доктор Университета Восточной Англии. Регулярно появляется на ТВ, в особенности на Channel 4.
Замужем (супруг — историк Simon Thurley), двое детей. Сторонница упразднения Палаты лордов.
Автор нескольких книг, в частности The Restless Republic: Britain without a Crown, ISBN 978-0008282028 (книга 2022 года по истории по версии Sunday Times, вошла в шортлист Baillie Gifford Prize того же года) {Рец., Bernard Capp, Blair Worden, }; The Magnificent Monarch: Charles II and the Ceremonies of Power (Hambledon Continuum, 2008); The Last Royal Rebel: The Life and Death of James, Duke of Monmouth (2016, её первая крупная книга). Соавтор (вместе с Caroline Stanford) Landmark: A History of Britain in 50 Buildings.